# Next Giant Leap
『Next Giant Leap』（ネクスト・ジャイアント・リープ）は、Yukihide"YT"Takiyamaの2枚目のミニアルバム。2024年9月25日、B ZONEから発売された。

## 概要
これまで培ってきた巧みなサウンドメイクとプレイヤーとしての多彩なテクニックが随所に光るインストゥルメンタル5曲と、YT自身のアグレッシヴで爽快な歌唱が冴える3曲で構成された。。

## 批評
Real Soundの西廣智一は『Echoes of the Last Runner』を「80年代のアメリカンロックを思わせる疾走感の強いバンドアンサンブルが非常に心地よい1曲」、『Bigger on the Inside』を「重量感のあるシャッフルビートと2000年代以降のオルタナロック的サウンドが印象的だが、YTのボーカルも楽しむことができる。「Echoes of the Last Runner」とは対照的な方向性ながらも、キャッチーなメロディに関しては共通点が見つけられるはず」と評した。

## 収録曲
全曲作曲・編曲：Yukihide“YT”Takiyama
1. Echoes of the Last Runner
2. Bigger on the Inside
作詞：北川吟
3. Afterburner
4. No One of a Kind
作詞：北川吟
5. Where My Head is
6. Go On
作詞：小川貴史
7. Strangers on Mars
8. Celebration of the New Sun
  - アコースティックギター1本で演奏されたインストゥルメンタル[3]。

## 演奏
- Yukihide "YT" Takiyama
  - All Instruments
  - Vocals (#2.4.6)
- 北川吟
  - Bass (#4)
  - Vocals (#2.3)
- Solomon Walker：Bass (#3)
- Charlie Paxson：Drums (#3)